# 위 더 킹스
위 더 킹스(We the Kings)는 미국의 팝 펑크 밴드이다.
얼터너티브 락을 구사하는 밴드로, 2012년 3월 20일에 [sunshine state of mine]이라는 정규앨범을 냈다. 타이틀곡은 say you like me.